# Stowarzyszenie na rzecz Studiów Armenistycznych
Stowarzyszenie na rzecz Studiów Armenistycznych (ang. Society for Armenian Studies, SAS) – amerykańska organizacja non-profit powołana do życia w 1974 roku w celu promowania nauki o kulturze i społeczeństwie ormiańskim. 

## Opis
Stowarzyszenie na rzecz Studiów Armenistycznych utworzone zostało w 1974 r. z inicjatywy profesorów (Richard G. Hovhannisian, Dickran Kouymjian, Nina Garsoian, Avedis Sanjian i Robert Thomson), mających głównie ormiańskie pochodzenie, którzy w tym okresie prowadzili wykłady na amerykańskich uczelniach: Uniwersytecie Kalifornijskim, Uniwersytecie Columbia oraz na Uniwersytecie Harvarda.
Celem stowarzyszenia jest promowanie nauki o kulturze i społeczeństwie ormiańskim, w tym historii, języka, literatury oraz kwestii społecznych, politycznych i gospodarczych; ułatwienie wymiany informacji naukowych dotyczących ormiańskich badań na całym świecie; a także finansowanie paneli i konferencji na temat badań ormiańskich. Programy SAS obejmują publikację biuletynu o działalności stowarzyszenia i aktualnych badań o Armenii; publikację „Journal of Society for Armenian Studies”, zachęcanie, sponsorowanie i publikacja badań na temat wszystkich aspektów kultury i społeczeństwa armeńskiego; oraz inne działania, które Rada SAS może okresowo określać. W 2019 roku Stowarzyszenie uruchomiło projekt e-SAS (Entries of the Society for Armenian Studies). W ramach tego przedsięwzięcia powstała otwarta platforma internetowa do publikowania krótkich prac naukowych dotyczących Armenii – entriessas.com. Przeznaczona jest zarówno dla międzynarodowej społeczności akademickiej, jak i ogółu społeczeństwa.
Stowarzyszenie rokrocznie organizuje konferencje armenistyczne, które gromadzą wybitnych specjalistów w dziedzinie studiów armenistycznych oraz młodych naukowców, którzy uzyskali stopień doktora w dziedzinie armenistyki lub w dziedzinach pokrewnych. Konferencja organizowana jest w ramach Middle East Study Association, czyli Stowarzyszenia Studiów Bliskowschodnich.
Stowarzyszenie jest organizacją non profit. Posiada ponad dwustu członków. Prezydentem SAS, od 2018 roku, jest Bedross Der Matossian. Redaktorem naczelnym periodyku „Journal of the Society for Armenian Studies” jest Sergio La Porta.